# Pembroke J. Herring
Pembroke „Pem“ Jones Herring (* 15. April 1930; † 19. Mai 2020) war ein US-amerikanischer Filmeditor, der dreimal für den Oscar nominiert war.

## Leben
Pembroke Jones Herring wurde 1930 als Sohn von William Pugh Herring und Amelia Jones geboren.
Herrings Karriere im Bereich Filmschnitt begann 1966 mit der Westernserie Daniel Boone, für die er bis 1968 acht Episoden schnitt. Danach arbeitete er vor allem an Filmkomödien wie Die schrillen Vier auf Achse, Staatsanwälte küßt man nicht und Und täglich grüßt das Murmeltier. Allerdings waren es drei Dramen, nämlich Tora! Tora! Tora!, Dieses Land ist mein Land und Jenseits von Afrika, für die er jeweils mit einer Oscarnominierung für den Besten Schnitt bedacht wurde.
Regisseure, mit denen er mehrfach zusammenarbeitete, sind Harold Ramis und Sidney Poitier. Zuletzt trat Herring 1996 als Filmeditor in Erscheinung.
Er war der Vater des Editors Craig Herring. Pembroke Herring starb am 19. Mai 2020 im Alter von 90 Jahren.

## Filmografie (Auswahl)
- 1966–1968: Daniel Boone (Fernsehserie, 8 Episoden)
- 1970: Tora! Tora! Tora!
- 1972: Der Weg der Verdammten (Buck and the Preacher)
- 1973–1975: Barnaby Jones (Fernsehserie, 12 Episoden)
- 1974: Samstagnacht im Viertel der Schwarzen (Uptown Saturday Night)
- 1975: Drehn wir noch’n Ding (Drehn wir noch’n Ding)
- 1976: Dieses Land ist mein Land (Bound for Glory)
- 1977: Ausgetrickst (A Piece of the Action)
- 1977: Todesflug (SST: Death Flight)
- 1978: Eine ganz krumme Tour (Foul Play)
- 1980: Kleine Biester (Little Darlings)
- 1980: Warum eigentlich … bringen wir den Chef nicht um? (Nine to Five)
- 1982: Das schönste Freudenhaus in Texas (The Best Little Whorehouse in Texas)
- 1983: Die schrillen Vier auf Achse (National Lampoon’s Vacation)
- 1984: Johnny G. – Gangster wider Willen (Johnny Dangerously)
- 1985: Hilfe, die Amis kommen (Hilfe, die Amis kommen)
- 1985: Jenseits von Afrika (Out of Africa)
- 1986: Staatsanwälte küßt man nicht (Legal Eagles)
- 1987: Who’s That Girl
- 1988: Last Rites
- 1989: Great Balls of Fire – Jerry Lee Lewis – Ein Leben für den Rock’n’Roll (Great Balls of Fire!)
- 1990: Ghost Dad
- 1993: Sister Act 2 – In göttlicher Mission (Sister Act 2: Back in the Habit)
- 1993: Und täglich grüßt das Murmeltier (Groundhog Day)
- 1994: Clifford – Das kleine Scheusal (Clifford)
- 1994: Der Scout (The Scout)
- 1995: Stuart Stupid – Eine Familie zum Kotzen (Stuart Saves His Family)
- 1996: Vier lieben dich (Multiplicity)

## Nominierungen
Oscar
- 1971: Nominierung für den Besten Schnitt von Tora! Tora! Tora!, zusammen mit James E. Newcom und Shin’ya Inoue
- 1977: Nominierung für den Besten Schnitt von Dieses Land ist mein Land, zusammen mit Robert C. Jones
- 1986: Nominierung für den Besten Schnitt von Jenseits von Afrika, zusammen mit Fredric Steinkamp, William Steinkamp, und Sheldon Kahn